# Marie de La Ferre
Marie de La Ferre († 27. července 1652 Moulins) byla francouzská řeholnice a spoluzakladatelka kongregace Řeholních špitálnic svatého Josefa.

## Život
Narodila se roku 1589 nebo 1590 v obci Roiffé v regionu Poitou-Charentes. V 11 letech přišla o matku. Její otec se oženil s kalvinistkou, která se snažila Marii přivést k její víře. Později se Marie odstěhovala ke své tetě z matčiny strany Madame de Goubitz, která žila nedaleko od La Flèche. Společenský život na panství byl velmi důležitý a Marie si oblíbila světský život, což vedlo k nedostatku zájmu o duchovno. Později se cítila osamělá a prázdná. Místní kněz ze St. Quentinu jí přivedl k duchovnímu životu.
Dne 22. července 1607 prožila velmi silný duchovní zážitek skrze eucharistii. Začala odmítat luxus a zaměřila se na následování Boha. Začala sloužit blízkým, farníkům a chudým v okolí La Fleche. Po smrti tety odešla žít k jedné chudé ženě, poté na přání své sestřenice Madame Bidaultové strávila osm let s její rodinou. Její duchovní vůdci jí radili stát se řeholnicí, o což se čtyřikrát pokusila, ale vždy onemocněla.
Roku 1634 měla během přijímání eucharistie vidění velkého pokoje s mnoha postelemi. Se svým zážitkem se svěřila Jérômemu le Royer de la Dauversière, který pochopil, že mají založit novou kongregaci. Dne 18. května 1636 se Marie de la Ferre a její přítelkyně Anne Foureau připojily ke třem služebným, které se již staraly o chudé lidi v Hotel Dieu. Marie se stala představenou komunity, kterou byla až do roku 1650. Následující rok založila další komunitu v Moulins, kde 27. července 1652 zemřela. Komunita, kterou založila, dostala název Řeholní špitálnice svatého Josefa.

## Proces svatořečení
Proces byl zahájen 24. července 1934. Dne 3. dubna 2009 uznal papež Benedikt XVI. její hrdinské ctnosti.